# Oscaruddelingen 2010
Oscaruddelingen 2010 var den 82. oscaruddeling og fandt sted i Kodak Theatre (nu Dolby Theatre) i Los Angeles 7. marts 2010. Alle film, der havde haft premiere i Los Angeles County i 2009, var i spil til prisen bedste film. Årets værter var Steve Martin og Alec Baldwin.
I Danmark blev oscaruddelingen vist på TV 2 Film og havde Hans Pilgaard som studievært. Kortfilmen De nye lejere af den danske instruktør Joachim Back modtog prisen som bedste kortfilm. Anders Østergaards Burma VJ var nomineret til en Oscar for bedste dokumentar, men tabte til den amerikanske film The Cove.

## Nominerede og vindere
Oscarnomineringerne blev offentliggjort 2. Februar 2010 af skuespilleren Anne Hathaway. Flest nomineringer fik James Camerons Avatar og Kathryn Bigelows krigsdrama The Hurt Locker (med hver ni nomineringer), efterfulgt af Quentin Tarantinos Inglourious Basterds (8), Lee Daniels’ drama Precious og Jason Reitmans komedie Up in the Air (hver med seks nomineringer). 

### Bedste film
præsenteret af Tom Hanks
- The Hurt Locker
  - Avatar
  - The Blind Side
  - District 9
  - An Education
  - Inglourious Basterds
  - Op
  - Precious
  - A Serious Man
  - Up in the Air

### Bedste instruktion
præsenteret af Barbra Streisand
Kathryn Bigelow – The Hurt Locker
James Cameron – Avatar
Lee Daniels – Precious
Jason Reitman – Up in the Air
Quentin Tarantino – Inglourious Basterds

### Bedste mandlige hovedrolle
præsenteret af Kate Winslet
Jeff Bridges – Crazy Heart
George Clooney – Up in the Air
Colin Firth – A Single Man
Morgan Freeman – Invictus
Jeremy Renner – The Hurt Locker
Carlos Leman – Jack

### Bedste kvindelige hovedrolle
præsenteret af Sean Penn
Sandra Bullock – The Blind Side
Helen Mirren – The Last Station
Carey Mulligan – An Education
Gabourey Sidibe – Precious
Meryl Streep – Julie & Julia

### Bedste mandlige birolle
præsenteret af Penélope Cruz
Christoph Waltz – Inglourious Basterds
Matt Damon – Invictus
Woody Harrelson – The Messenger
Christopher Plummer – The Last Station
Stanley Tucci – The Lovely Bones

### Bedste kvindelige birolle
præsenteret af Robin Williams
Mo’Nique – Precious
Penélope Cruz – Nine
Vera Farmiga – Up in the Air
Maggie Gyllenhaal – Crazy Heart
Anna Kendrick – Up in the Air

### Bedste originale manuskript
præsenteret af Tina Fey og Robert Downey Junior
Mark Boal – The Hurt Locker
Quentin Tarantino – Inglourious Basterds
Alessandro Camon og Oren Moverman – The Messenger
Joel og Ethan Coen – A Serious Man
Bob Peterson og Pete Docter – Op

### Bedste filmatisering
præsenteret af Rachel McAdams og Jake Gyllenhaal
Geoffrey Fletcher – Precious
Carlos Leman og Terri Tatchell – District 9
Nick Hornby – An Education
Jesse Armstrong, Simon Blackwell, Armando Iannucci og Tony Roche – In the Loop
Jason Reitman og Sheldon Turner – Up in the Air

### Bedste animationsfilm
præsenteret af Cameron Diaz og Steve Carell
Op
Coraline og den hemmelige dør
Den fantastiske Hr. Ræv
Prinsessen og frøen
The Secret of Kells

### Bedste udenlandske film
præsenteret af Pedro Almodóvar og Quentin Tarantino
El Secreto de Sus Ojos (Argentina) – Spansk af Juan José Campanella
Ajami (Israel) – Arabisk og Hebræisk af Scandar Copti & Yaron Shani
Faustas perler (Peru) – Spansk og Quechua af Claudia Llosa
Un prophète (Frankrig) – Fransk, Korsikansk og Arabisk af Jacques Audiard
Det hvide bånd (Tyskland) – Tysk af Michael Haneke

### Bedste animerede kortfilm
præsenteret af Carey Mulligan og Zoë Saldaña
Logorama
French Roast
Granny O'Grimm's Sleeping Beauty
La Dama y la Muerte
Et spørgsmål om liv eller brød

### Bedste kortfilm
præsenteret af Carey Mulligan og Zoë Saldaña
De nye lejere
The Door
Instead of Abracadabra
Kavi
Miracle Fish

### Bedste scenografi
præsenteret af Sigourney Weaver
Avatar
The Imaginarium of Doctor Parnassus
Nine
Sherlock Holmes
The Young Victoria

### Bedste fotografering
præsenteret af Sandra Bullock
Mauro Fiore – Avatar
Christian Berger – Det hvide bånd
Barry Ackroyd – The Hurt Locker
Bruno Delbonnel – Harry Potter og Halvblodsprinsen
Robert Richardson – Inglourious Basterds

### Bedste kostumer
præsenteret af Sarah Jessica Parker
The Young Victoria – Sandy Powell
Bright Star – Janet Patterson
Coco før Chanel – Catherine Leterrier
The Imaginarium of Doctor Parnassus – Monique Prudhomme
Nine – Coleen Atwood

### Bedste dokumentarfilm
præsenteret af Matt Damon
The Cove – Louie Psihoyos & Fisher Stevens
Burma VJ – Anders Østergaard & Lise Lense-Møller
Food, Inc. – Robert Kenner & Elise Pearlstein
The Most Dangerous Man in America: Daniel Ellsberg and the Pentagon Papers – Judith Ehrlich & Rick Goldsmith
Which Way Home – Rebecca Cammisa

### Bedste korte dokumentarfilm
præsenteret af Carey Mulligan og Zoë Saldaña
Music by Prudence
China's Unnatural Disaster: The Tears of Sichuan Province
The Last Campaign of Governor Booth Gardner
The Last Truck: Closing of a GM Plant
Rabbit à la Berlin

### Bedste redigering
præsenteret af Tyler Perry
The Hurt Locker – Chris Innis & Bob Murawski
Avatar – James Cameron, John Refoua & Stephen E. Rivkin
District 9 – Julian Clarke
Inglourious Basterds – Sally Menke
Precious – Joe Klotz

### Bedste make-up
præsenteret af Ben Stiller
Barney Burman, Mindy Hall & Joel Harlow – Star Trek
Aldo Signoretti & Vittorio Sodano – Il Divo
Jon Henry Gordon & Jenny Shircore – The Young Victoria

### Bedste musik
præsenteret af Jennifer Lopez & Sam Worthington
Michael Giacchino – Op
James Horner – Avatar
Alexandre Desplat – Den fantastiske Hr. Ræv
Marco Beltrami og Buck Sanders – The Hurt Locker
Hans Zimmer – Sherlock Holmes

### Bedste sang
præsenteret af Miley Cyrus & Amanda Seyfried
„The Weary Kind“ – Crazy Heart
„Almost There“ – Prinsessen og frøen
„Down in Orleans“ – Prinsessen og frøen
„Loin de Paname“ – Paris 36
„Take It All“ – Nine

### Bedste lyd
præsenteret af Zac Efron & Anna Kendrick
The Hurt Locker – Paul N. J. Ottoson
Avatar – Christopher Boyes & Gwendolyn Yates Whittle
Inglourious Basterds – Wylie Stateman
Star Trek – Mark Stoecklinger & Alan Rankin
Op – Michael Silvers & Tom Myers

### Bedste lydredigering
præsenteret af Zac Efron & Anna Kendrick
The Hurt Locker – Paul N.J. Ottosson & Ray Beckett
Avatar – Christopher Boyes, Gary Summers, Andy Nelson & Tony Johnson
Inglourious Basterds – Michael Minkler, Tony Lamberti & Mark Ulano
Star Trek – Anna Behlmer, Andy Nelson & Peter J. Devlin
Transformers: De faldnes hævn – Greg P. Russell, Gary Summers & Geoffrey Patterson

### Bedste visuelle effekter
præsenteret af Gerard Butler & Bradley Cooper
Avatar – Joe Letteri, Stephen Rosenbaum, Richard Baneham & Andrew R. Jones
District 9 – Dan Kaufman, Peter Muyzers, Robert Habros, & Matt Aitken
Star Trek – Roger Guyett, Russell Earl, Paul Kavanagh & Burt Dalton

## Flest nomineringer
- 9 – Avatar, The Hurt Locker
- 8 – Inglourious Basterds
- 6 – Precious, Up in the Air
- 5 – Op
- 4 – Nine, District 9, Star Trek
- 3 – An Education, Prinsessen og frøen, Crazy Heart, The Young Victoria
- 2 – Invictus, A Serious Man, The Blind Side, Den fantastiske Hr. Ræv, The Last Station, Sherlock Holmes, The Imaginarium of Dr. Parnassus, Det hvide bånd